# プルートのサボテン騒動
『プルートのサボテン騒動』（プルートのサボテンそうどう、原題：Pueblo Pluto）は、ウォルト・ディズニー・プロダクション（現：ウォルト・ディズニー・カンパニー）が制作したアニメーション短編映画作品。プルートの短編映画シリーズの一作品である。

## あらすじ
ミッキーと一緒にドライブ旅行をするプルートは、途中で立ち寄った土産屋で出会った子犬とバッファローの骨をめぐっての取り合いをしている内にサボテンで出来た柵に閉じ込められる。

## スタッフ
- 製作：ウォルト・ディズニー
- 監督：チャールズ・A・ニコルズ
- 作画：フィル・ダンカン、ジョージ・クレイスル、ジョージ・ニコラス、ダン・マクマナス
- 脚本：エリック・ガルネー、ミルト・シェーファー
- 音楽：オリバー・ウォレス
- 美術：カール・カルフェ
- 背景：ラルフ・ハレット

## 声の出演
| キャラクター   | 原語版             | 旧吹き替え版 | 新吹き替え版 |
| -------------- | ------------------ | ------------ | ------------ |
| ミッキーマウス | ジム・マクドナルド | 後藤真寿美   | 青柳隆志     |
| プルート       | ピント・コルヴィグ | -            | -            |
| ナレーション   | -                  | 江原正士     | -            |

## 日本での公開

### 収録
- 『三人の騎士』（DVD、ブエナ・ビスタ・ホーム・エンターテイメント、新吹き替え版）
- 『ドナルドダック西部を行く』（VHS、ウォルト・ディズニー・スタジオ・ホーム・エンターテイメント）